# Allgemeine Zeitung (Namibia)

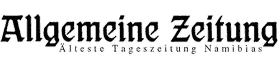
Tidningens logga.

Allgemeine Zeitung är en tyskspråkig tidning som är Namibias äldsta tidning. Det är den enda tyskspråkiga tidningen i Afrika. Tidningen grundades 1916 och har en upplaga på omkring 5000 exemplar. Tidningen har sin bas i Windhoek.